# マスコギー国
マスコギー国（英: State of Muskogee）はアメリカ合衆国フロリダ州で提案された主権国家である。

## 概要
1799年、イギリス人の冒険家ウィリアム・オーガスタス・ボウルズが、クリーク族とセミノール族インディアンの会議によって、マスコギー国の総裁に選出された。当時これらインディアン達はアメリカ合衆国とスペインが領有権を主張する土地に住んでいた。その土地に完全な覇権を維持できるヨーロッパ起源の強国が無い状態であったので、クリーク族とセミノール族インディアンは自分達の独立国家を創設できることを期待した。クリーク族とチェロキー族の女性を妻にしていたボウルズはこの新しい国にチェロキー族も加入させることを期待したが、この目標は成らなかった。フロリダ州タラハシー近くにあったミコースキーの集落が国の首都とされた。1803年、ボウルズはスペイン人によって投獄され、ハバナの刑務所で死んだ。
1832年3月24日、この土地はカセタ条約でアラバマ州のものになった。インディアンは西部に移動するか、アラバマ州内に留まり州法に従うものとされた。